# 日立港

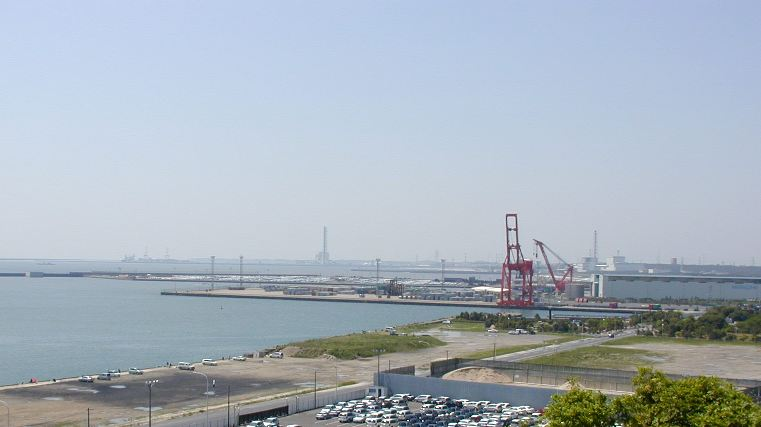
第4及び第5埠頭

日立港（ひたちこう）は、茨城県日立市にある港湾。港則法による特定港、関税法による開港に指定されている。
港湾法では、2008年12月25日に常陸那珂港、大洗港と統合されて茨城港となり、茨城港日立港区に改められた。

## 概要
奈良時代以前から港湾として使用されてきた記録があるが、商港として本格的に稼働したのは戦後になってからである。
日立港がある日立市は日立製作所の企業城下町で、当時同社の工場で作成されていた大型の発電機などは、鉄道など陸路での輸送が困難なことから埠頭の開発が行われた。そのほかの取扱品としては、石油製品、鉱産品、木材など。特に自動車については、メルセデス・ベンツ日本が輸入拠点のひとつとしており（日立港・三河港の2拠点体制）、近年ではルノー・ジャポンも陸揚げ港として利用している。また日産自動車栃木工場（上三川町）も北米向け「インフィニティ、GT-R」輸出港として2010年5月24日から使用を開始している。
平成20年には年間約1900隻の船舶が入港しており、取扱貨物量は500万トンを超える。また、常磐自動車道の日立南太田インターチェンジからも近く、東日本全体の物流基地として重要な地位を占める。
北側に久慈漁港が隣接する。
1976年に函館空港に強行着陸したMiG-25をソビエト連邦に返還する際に使用された。
日立港区内にはなぎさ公園という公園がある。

## 歴史
日立市を中心とする沿岸地域は、日立製作所をはじめとする国内有数の工業地帯として発展してきたが、工場で生産される大型重量貨物の運搬は、当初国鉄をはじめとする陸上輸送がその中心であった。しかし、高度経済成長とともに陸上輸送は限界を迎え始めたため港湾の開発が発議され、1957年（昭和32年）6月、釜坂の地に久慈商港として埠頭の建設が起工された。当初の港湾建設工事は、全国でもまれにみる難工事で、大規模かつ急を要したが、着工して2年余り後の1959年（昭和34年）10月に日立港と改称されて供用を開始し、待望の第一船が入港した。
その後、港勢はますます発展し、1967年（昭和42年）6月に港湾法による重要港湾、関税法による開港に指定されて以来、内航船とも逐次増加し、1993年（平成5年）には港則法による特定港に指定された。
2008年（平成20年）12月に港湾法では日立港、常陸那珂港、大洗港の3港が統合されて茨城港となり、茨城港日立港区に改められた。

### 沿革
- 1957年（昭和32年）10月 - 久慈商港として起工式[2]。第1埠頭着工[7]。
- 1959年（昭和34年）10月 - 日立港と改称して供用開始[2]。第1船が入港する[7]。
- 1960年（昭和35年）7月 - 第1埠頭3000トン岸壁が完成し、日立港港湾事務所が発足する[2][7]。
- 1962年（昭和37年）12月 - 港湾運送事業法に基づく指定港となる[7]。
- 1965年（昭和40年） - 第2埠頭着工[7]。
- 1967年（昭和42年）6月 - 港湾法による重要港湾、関税法による開港に指定される[7]。
- 1967年（昭和42年）11月 - 第2埠頭1万トン岸壁完成[7]。
- 1968年（昭和43年） - 木材輸入特定港に指定[2]。
- 1972年（昭和47年） - 久慈川河口付け替え工事着工。この河口跡が第4・第5埠頭になる[2]。
- 1973年（昭和48年）10月 - 検疫法に基づく指定港になる[7]。
- 1976年（昭和51年）11月 - 第5埠頭着工[7]。
- 1981年（昭和56年）4月 - 第2埠頭を供用開始[7]。
- 1981年（昭和56年）11月 - 第5埠頭を供用開始[7]。
- 1989年（平成元年）6月 - 第4埠頭-12m岸壁を供用開始[7]。
- 1990年（平成2年）7月 - 日立港物流センターが完成する[7]。
- 1991年（平成3年）12月 - 第4埠頭コンテナターミナルを供用開始[7]。
- 1993年（平成5年） - 港則法による特定港に指定される[2]。
- 1993年（平成5年）7月 - 釧路港との定期RORO航路を開設[7]。
- 1998年（平成10年）4月 - 第5埠頭-10m岸壁を供用開始[7]。
- 2002年（平成14年） - 港内でチルソン号が座礁[2]。重油流出に伴い港の機能が一時麻痺する。
- 2006年（平成18年）6月 - 北九州定期RORO航路開設[7]。
- 2008年（平成20年）12月 - 港湾法上の日立港、常陸那珂港、大洗港が統合されて茨城港となり、茨城港日立港区に改められる[7]。
- 2010年（平成22年）5月 - 日産自動車が完成自動車の北米向け輸出を開始[7]。
- 2011年（平成23年）3月11日 - 東日本大震災で、北米向けの船積みを待っていた日産自動車栃木工場製の乗用車が約1300台被災した[8]。
- 2012年（平成24年）12月 - 第3埠頭地区着工[7]

## 港湾施設
(出典:)
- 第1埠頭：石油製品や石炭などを取り扱う。
- 第2埠頭：タルクなどの工業原料を取り扱う。燻蒸倉庫がある。
- 第4埠頭：共用バースにはコンテナ船や生鮮品を積んだRO-RO船が入港する。また、日立製作所等の専用バースがある。埠頭内に日立港物流センター（日立埠頭所有）及び日立製作所のみなと工場がある。
- 第5埠頭：輸出入自動車の陸揚げ埠頭と東京ガスのLNG基地がある。また、小型船だまりがあり、タグボート（曳船）や釣り船の係留地にもなっている。

（第3埠頭は現在、平成30年（2018年）4月に供用開始予定。）

## LNG基地
2015年に東京ガスのLNG輸入基地が完成。同年11月9日に初のLNG船が入港しマレーシア・サラワク州ビンツル産LNGを陸揚げした。
2016年3月に営業運転を開始し、真岡市までパイプライン81.3kmを建設して既存のパイプラインと接続して供給を行う。

## 定期航路
- RO-RO船「ほくれん丸」「第2ほくれん丸」（川崎近海汽船）
  - 日立港 - 釧路港[12][13][14]
- RO-RO船「新北王丸」「勇王丸」（川崎近海汽船と三菱ケミカル物流の共同運航）
  - 日立港 - 日明港[15]
- コンテナ航路
  - 小名浜港 - 日立港 - 門司港 - 松山港 - 新居浜港
  - 日立港 - 松山港[16]

## 日立港まつり
毎年夏に、港湾関係者や市民が実行委員会を作り開催している。護衛艦や巡視船の体験乗船や、花火大会などが行われる。

## 日立灯台
日立港が重要港湾になるのに併せて、1967年に日立港の北、古房地鼻に設置された灯台。
遠隔操作による無人式で運用されている。
- 位置：北緯36度30分34秒 東経140度37分56秒 / 北緯36.50944度 東経140.63222度
- 塗色・構造：白色塔形[20]、コンクリート造
- 灯質：郡閃白光 毎25秒に3閃光[20]
- 光度：210,000カンデラ[21]
- 光達距離：12海里（約22 km）[20]
- 高さ（地上～頂部）：24.5 m[21]
- 標高（平均海面～灯火）：42.4 m[21]